# Château des Touches (Porcaro)
Le château des Touches est un édifice situé à Porcaro en France.

## Localisation
L'édifice est situé sur le territoire de la commune de Porcaro, au lieu-dit les Touches, dans le département du Morbihan en région Bretagne.

## Description
Le château date du XVIe siècle, édifice à un   étage carré et  étage de comble, élévation à travées, construit en moellons sans chaîne en pierre de taille de schiste. Toiture à longs pans recouverte d'ardoises, pignon découvert.

## Historique
La première campagne de construction date de la deuxième moitié du XVIe siècle : corps de logis principal. La deuxième campagne date du XIXe siècle : second corps de logis accolé au nord-ouest.
Le château est inscrit à l'inventaire général du patrimoine culturel en 1977.